# ابن ناقیا بغدادی
عبدالله بن حسین بن ناقیا با کنیهٔ ابوالقاسم، شهرت‌یافته به ابن ناقیا بغدادی (۱۲ مارس ۱۰۲۰-۱۴ فوریه ۱۰۹۲م) فقیه، فیلسوف، زبان‌شناس، ادیب و شاعر عربی عراقی در سدهٔ پنجم هجری بود. از آثار اوست: «الجُمان فی تَشبیهات القُرآن»، «شرح کتاب الفصیح (از ثعلب)»، «مُلَحُ المُمالحة»، «مُلَح الکُتّاب»، «أغانی المُحدَثین»، «مختصر کتابِ الأغانی».